# مجلس الوزراء الكويتي (أبريل 2023)
مجلس الوزراء الكويتي (أبريل 2023) أو حكومة الشيخ أحمد النواف الثالثة، هي الحكومة الكويتية الثانية والأربعون في تاريخ دولة الكويت منذ الاستقلال في عام 1961، تشكلت الحكومة وفقاً للمرسوم رقم 43 لسنة 2023 الذي أصدره سمو الشيخ مشعل الأحمد الجابر الصباح ولي عهد دولة الكويت وذالك بعد أستقالة الحكومة السابقة في 26 يناير 2023 ، حيث أنه في يوم الأحد 5 مارس 2023 أصدر سمو ولي عهد دولة الكويت أمر أميري بتعين سمو الشيخ أحمد نواف الأحمد الصباح رئيساً لمجلس الوزراء وتكليفه بترشيح أعضاء الحكومة  وصدر مرسوم تشكيل الحكومة في يوم الأحد 9 أبريل 2023 وفي يوم الأربعاء 7 يونيو 2023 رفع سمو الشيخ أحمد نواف الأحمد الصباح رئيس مجلس الوزراء أستقالة الحكومة إلى سمو ولي عهد دولة الكويت وذالك بعد أعلان نتائج الانتخابات البرلمانية وعملاً بالمادة 57 من دستور الكويت والتي تنص على تشكيل حكومة جديدة بعد الانتخابات البرلمانية حيث صدر في نفس اليوم أمر أميري بقبول أستقالة رئيس مجلس الوزراء والوزراء على أن يستمر كل منهم في تصريف العاجل من شؤون منصبه لحين تشكيل الحكومة الجديدة.

## أعضاء مجلس الوزراء

### التشكيل الوزاري منذ 8 مايو 2023 حتى أستقالة الحكومة في 7 يونيو 2023
| الأسم | المنصب                                                                    |
| --- | ------------------------------------------------------------------------- |
| الشيخ أحمد نواف الأحمد الصباح | رئيس مجلس الوزراء                                                         |
| الشيخ طلال خالد الأحمد الصباح | النائب الأول لرئيس مجلس الوزراء وزير الداخلية وزير الدفاع بالوكالة        |
| الدكتور خالد علي الفاضل | نائب رئيس مجلس الوزراء وزير الدولة لشؤون مجلس الوزراء                     |
| فهد علي الشعلة | وزير الدولة لشؤون البلدية وزير الدولة لشؤون الأتصالات                     |
| عبدالرحمان بداح المطيري | وزير الأعلام وزير الدولة لشؤون الشباب                                     |
| الدكتور أحمد عبدالوهاب العوضي | وزير الصحة                                                                |
| الدكتورة أماني سليمان بوقماز | وزيرة الأشغال العامة                                                      |
| الدكتور حمد عبدالوهاب العدواني | وزير التربية وزير التعليم العالي                                          |
| الشيخ سالم عبدالله الجابر الصباح | وزير الخارجية                                                             |
| مي جاسم البغلي | وزيرة الشؤون الأجتماعية وزير الدولة لشؤون المرأة والطفولة                 |
| الدكتور عامر محمد علي | وزير العدل وزير الأوقاف والشؤون الأسلامية                                 |
| مطلق نايف العتيبي | وزير الكهرباء والماء والطاقة المتجددة وزير الدولة لشؤون الأسكان           |
| محمد عثمان العيبان | وزير التجارة والصناعة                                                     |
| مناف عبدالعزيز الهاجري | وزير المالية وزير الدولة للشؤون الأقتصادية والأستثمار وزير النفط بالوكالة |
| في 8 مايو 2023 تم قبول أستقالة الدكتور بدر الملا نائب رئيس مجلس الوزراء وزير النفط وزير الدولة لشؤون مجلس الوزراء وذالك نظراً لترشحه لإنتخابات مجلس الأمة 2023 وتم تكليف مناف الهاجري وزير المالية وزير الدولة للشؤون الأقتصادية والأستثمار وزيراً للنفط بالوكالة |                                                                           |

### التشكيل الوزاري من 9 أبريل 2023 حتى 8 مايو 2023
| الأسم                            | المنصب                                                             |
| -------------------------------- | ------------------------------------------------------------------ |
| الشيخ أحمد نواف الأحمد الصباح    | رئيس مجلس الوزراء                                                  |
| الشيخ طلال خالد الأحمد الصباح    | النائب الأول لرئيس مجلس الوزراء وزير الداخلية وزير الدفاع بالوكالة |
| الدكتور خالد علي الفاضل          | نائب رئيس مجلس الوزراء وزير الدولة لشؤون مجلس الوزراء              |
| الدكتور بدر حامد الملا           | نائب رئيس مجلس الوزراء وزير النفط وزير الدولة لشؤون مجلس الوزراء   |
| فهد علي الشعلة                   | وزير الدولة لشؤون البلدية وزير الدولة لشؤون الأتصالات              |
| عبدالرحمان بداح المطيري          | وزير الأعلام وزير الدولة لشؤون الشباب                              |
| الدكتور أحمد عبدالوهاب العوضي    | وزير الصحة                                                         |
| الدكتورة أماني سليمان بوقماز     | وزيرة الأشغال العامة                                               |
| الدكتور حمد عبدالوهاب العدواني   | وزير التربية وزير التعليم العالي                                   |
| الشيخ سالم عبدالله الجابر الصباح | وزير الخارجية                                                      |
| مي جاسم البغلي                   | وزيرة الشؤون الأجتماعية وزير الدولة لشؤون المرأة والطفولة          |
| الدكتور عامر محمد علي            | وزير العدل وزير الأوقاف والشؤون الأسلامية                          |
| مطلق نايف العتيبي                | وزير الكهرباء والماء والطاقة المتجددة وزير الدولة لشؤون الأسكان    |
| محمد عثمان العيبان               | وزير التجارة والصناعة                                              |
| مناف عبدالعزيز الهاجري           | وزير المالية وزير الدولة للشؤون الأقتصادية والأستثمار              |